# Barano d'Ischia
Barano d'Ischia est une commune italienne de la ville métropolitaine de Naples, dans la région Campanie. Elle est située sur la côte sud de l'île volcanique d'Ischia.

## Administration
| Période                                  | Période  | Identité      | Étiquette     | Qualité |
| ---------------------------------------- | -------- | ------------- | ------------- | ------- |
| 6 mai 2012                               | En cours | Paolino Buono | liste civique |         |
| Les données manquantes sont à compléter. |          |               |               |         |

## Étymologie
Le nom Barano proviendrait de :
- Varano, domaine de Vario selon Baldino ;
- Lieu délicieux selon Ziccardi.

## Églises
- San Rocco, du XVIIe siècle ;

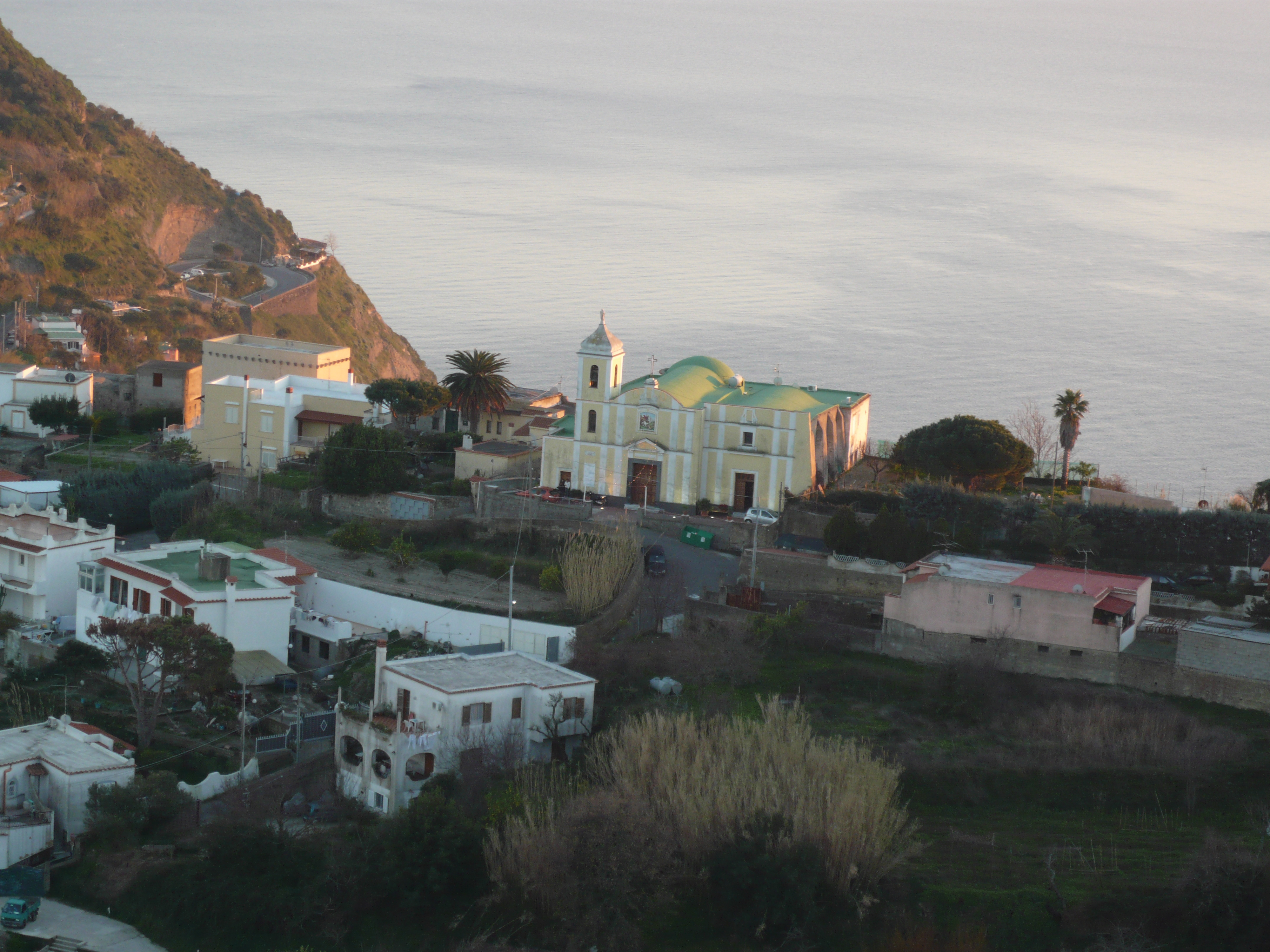
San Giorgio.

- San Sebastiano, couvent augustinien du début du XVIIe siècle ;
- San Giorgio au Testaccio, antérieur à 1300 et agrandie au XVIIIe siècle ;
- Sant'Anna, du milieu du XIXe siècle, au cœur de la pinède de Fiaiano ;
- Madonna de Montevergine, à Schiappone, lieu d'hermitage du XVIIe siècle.

### Hameaux
Buonopane, Testaccio d'Ischia, Starza, Vatoliere, Fiaiano, Piedimonte, Schiappone, Chiummano, Fiaiano, Molara.

### Communes limitrophes
Casamicciola Terme, Ischia, Serrara Fontana.